# 春名美波
春名 美波（はるな みなみ、1996年〈平成8年〉11月7日 - ）は、日本の元グラビアアイドル、元タレント。東京都出身。芸能界引退時はフリーランス。

## 略歴
高校卒業後はネイリストの専門学校に通い、ネイリスト技術検定、ジェルネイル検定の資格を持つ。卒業後は不動産会社に勤務していたが、程なくして退職。その後友人の薦めで『アートアップ』という事務所と契約し、「咲坂美波」（さきさか みなみ）の芸名でデビュー。2019年8月23日に1stDVD『Priority～悦楽のフライト～』をリリースし、同年9月の東京ゲームショウではNTTドコモブースのコンパニオンを務めた。
翌2020年、アートアップからアイズに移籍し「川原みなみ」に改名。『SUBARU BRZ GT GALS “BREEZE”』の一員として同年のSUPER GTレースクイーンを務めたが、コロナ禍の影響で4人全員がサーキットに立ったのは最終戦のもてぎ戦のみであった。また『ミスヤングチャンピオン2020』にエントリーしベスト20に入ったが、グランプリ受賞はならなかった。
レースクイーン業はわずか1年で辞め、2021年3月1日、ワンエイトプロモーションへの移籍と共に現芸名に改名。移籍後はグラビアでの活動が主となり「限界エロスの女王」「日本一変態水着が似合うお嬢様」の異名を持つようになる。2023年11月ワンエイトプロモーションを退社し、以後はフリーランスで活動。
2024年2月15日、キャバクラ嬢に転身することを理由にグラビアアイドルを引退することを自身のX（旧Twitter）にて明らかにした（芸能活動も引退）。

## 人物
- 趣味は料理、ネイルアート[1][6]。
- 得意なスポーツはソフトテニス[6]。
- 小学校時代は父親の友人からヴァイオリンを習っていた[11]。
- 憧れのグラドルは森咲智美[11]。

## 作品

### イメージビデオ
- Priority～悦楽のフライト～（2019年8月23日、イーネット・フロンティア）[1]
- 満たされない欲望 （2021年5月21日、イーネット・フロンティア）
- キケンなミナミ（2021年10月22日、イーネット・フロンティア）[11]
- 弄ばれて（2022年8月25日、イーネット・フロンティア）[13]
- 禁断のひめごと（2023年9月21日、イーネット・フロンティア）

### デジタル写真集
- FLASHデジタル写真集「春名美波 Oバックの女神」（2022年5月31日、光文社）

### 写真集
- ハレンチな私（2022年11月29日、光文社）ISBN：978-4334903046

## 出演

### バラエティ番組
- ローモバチャレンジTV（2022年9月5日 - 、千葉テレビ） - チャレンジャー[14]